# Lomanella parva
Lomanella parva is een hooiwagen uit de familie Triaenonychidae.